# Tümenbileguiin Tüvshintulga
Tümenbilegiin Tüvshintulga (22 de enero de 1992), es un luchador mongol de lucha libre. Ganó una medalla de bronce en Campeonato Asiático de 2016. Consiguió un quinto puesto en Juegos Asiáticos de 2014. Primero en Campeonato Mundial Universitario de 2014.